# Macrocera interrogationis
Macrocera interrogationis är en tvåvingeart som först beskrevs av Speiser 1913.  Macrocera interrogationis ingår i släktet Macrocera och familjen platthornsmyggor. Inga underarter finns listade i Catalogue of Life.